# Batrachylodes trossulus
Batrachylodes trossulus är en groddjursart som beskrevs av Brown och Myers 1949. Batrachylodes trossulus ingår i släktet Batrachylodes och familjen Ceratobatrachidae. IUCN kategoriserar arten globalt som livskraftig. Inga underarter finns listade.